# Clube Sociedade Esportiva
Maillots
Dernière mise à jour : 4 février 2012.
Le Clube Sociedade Esportiva (CSE) est un club brésilien de football basé à Palmeira dos Índios dans l'État de l'Alagoas.

## Historique
- 1947 : fondation du club sous le nom de Centro Social Esportivo
- 1997 : le club est renommé Clube Sociedade Esportiva